# Halichoeres marginatus
Halichoeres marginatus är en fiskart som beskrevs av Rüppell, 1835. Halichoeres marginatus ingår i släktet Halichoeres och familjen läppfiskar. IUCN kategoriserar arten globalt som livskraftig. Inga underarter finns listade i Catalogue of Life.